# Daniel Kaufmann
Pour les articles homonymes, voir Kaufmann.
Daniel Kaufmann, né le 22 décembre 1990, est un footballeur liechtensteinois évoluant actuellement au poste de défenseur central à l'USV Eschen/Mauren.

## Biographie
Daniel Kaufmann joue son premier match avec le Liechtenstein le 17 novembre 2010 lors d'un match amical contre l'Estonie.

## Palmarès
- Champion de Suisse de D2 en 2014 avec le FC Vaduz